# Tetracanthella brevifurca
Tetracanthella brevifurca är en urinsektsart som beskrevs av Stach 1930. Tetracanthella brevifurca ingår i släktet Tetracanthella och familjen Isotomidae. Inga underarter finns listade i Catalogue of Life.